# 알마즈 아야나
알마즈 아야나 에바(암하라어: አልማዝ አያና ኤባ, 1991년 11월 21일~)는 에티오피아의 육상 선수로 주 종목은 장거리이다. 2016년 하계 올림픽에서 여자 10000m 금메달, 5000m 동메달을 획득했다. 또한 세계 육상 선수권 대회에서 메달 4개를 획득했으며, 2015년 세계 선수권 대회와 2017년 세계 선수권 대회에서 각각 5000m 금메달과 10000m 금메달을 획득했다.